# Milagre de Belo Horizonte
O Milagre de Belo Horizonte é como ficou conhecida a partida de futebol entre Estados Unidos 1 x 0 Inglaterra, que aconteceu na Copa do Mundo de 1950 em 29 de junho de 1950, e que é considerada uma das maiores zebras da história do futebol.
| “ | “Foi um resultado que deixou o mundo esportivo inteiro estupefato. Nem se sabia que tinha futebol nos Estados Unidos. A Inglaterra era a Inglaterra. E perdeu. Aquele jogo levou Minas Gerais para o mapa mundial. Belo Horizonte foi assunto no planeta!” | ” |

## A partida
A partida foi válida pela fase de grupos da Copa do Mundo de 1950. O time dos Estados Unidos era formado por atletas semi-profissionais; além do futebol, eles trabalhavam como professor (profissão do meio-campista Walter Bahr), lavador de pratos, carteiro, médico na Segunda Guerra Mundial (o atacante Frank Moniz) e até motorista de carro funerário (o goleiro Frank Borghi). 5 jogadores americanos nasceram em outros países - Joe Maca era belga, Gino Gardassanich era natural da atual Croácia, Ed McIlvenny era escocês, Adam Wolanin era natural da Polônia e Joe Gaetjens, autor do gol da histórica vitória dos Estados Unidos, era haitiano de nascimento, enquanto 8 eram descendentes de europeus: Gino Pariani, Charlie Colombo, Frank Borghi e Nicholas DiOrio possuíam origem italiana, Bahr era descendente de alemães, John Souza e Ed Souza (apesar do sobrenome, não eram irmãos) eram de ascendência portuguesa. A Inglaterra, em sua primeira participação em Copas, foi a única seleção britânica a disputar a competição - a Escócia, que estava classificada após o vice-campeonato da British Home Championship em 1949, abriu mão da vaga.
No dia da partida, o jornal inglês Daily Express chegou a noticiar que "seria justo que a partida já começasse 3 x 0 para os americanos."

### Detalhes
| 29 de Junho de 1950       | Estados Unidos | 1–0       | Inglaterra | Estádio Independência, Belo Horizonte                                                                |
| 18:00 Horário de Brasília | Gaetjens 38'   | Relatório |            | Público: 10,151 Árbitro: Generoso Dattilo Árbitros Assistentes: Charles de la Salle Giovanni Galeati |

| Estados Unidos | Inglaterra |

|                 |  |                 |  |
|                 |  |                 |  |
| GK              |  | Frank Borghi    |  |
| RB              |  | Harry Keough    |  |
| LB              |  | Joe Maca        |  |
| RH              |  | Walter Bahr     |  |
| CH              |  | Ed McIlvenny    |  |
| LH              |  | Charlie Colombo |  |
| OR              |  | Frank Wallace   |  |
| IR              |  | Gino Pariani    |  |
| CF              |  | Joe Gaetjens    |  |
| IL              |  | John Souza      |  |
| OL              |  | Ed Souza        |  |
| Técnico:        |  |                 |  |
| William Jeffrey |  |                 |  |

|                     |  |                 |  |
|                     |  |                 |  |
| GK                  |  | Bert Williams   |  |
| RB                  |  | Alf Ramsey      |  |
| LB                  |  | Sr. John Aston  |  |
| RH                  |  | Billy Wright    |  |
| CH                  |  | Laurie Hughes   |  |
| LH                  |  | Jimmy Dickinson |  |
| OR                  |  | Wilf Mannion    |  |
| IR                  |  | Tom Finney      |  |
| CF                  |  | Jimmy Mullen    |  |
| IL                  |  | Stan Mortensen  |  |
| OL                  |  | Roy Bentley     |  |
| Técnico:            |  |                 |  |
| Walter Winterbottom |  |                 |  |

## Pós-jogo
- Desde esta derrota para os EUA, a Seleção Inglesa jamais vestiu novamente as camisas e meias azuis escuras que utilizou naquela partida.